# Spardek

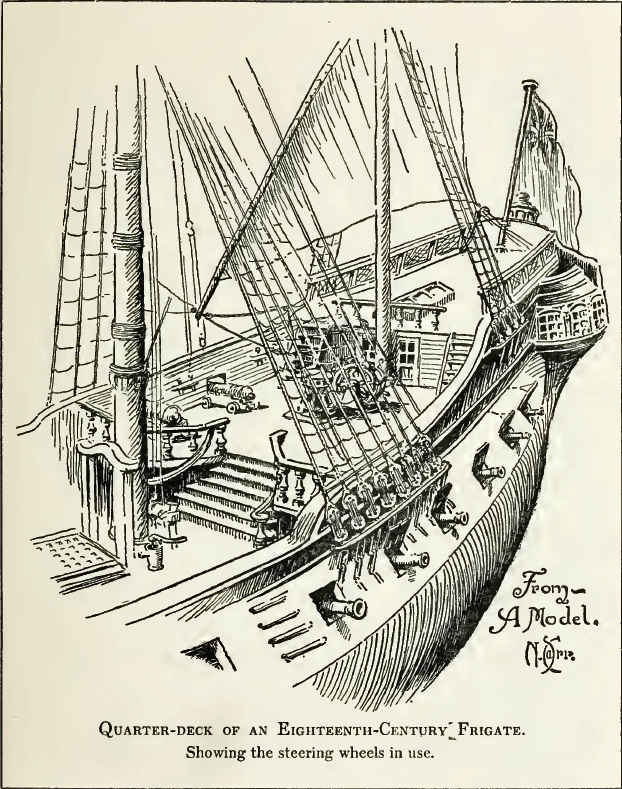
Spardek XVIII-wiecznej fregaty

Spardek (ang. quarterdeck) – powierzchnia pokładu statku znajdująca się na nadbudówce lub pomoście wystających ponad pokład główny jednostki. 
Na XVIII wiecznych żaglowcach była to niższa część achterdeku, gdzie zwykle przebywali oficerowie i sternicy, lub – w jednostkach o konstrukcji bezkasztelowej – pokład górny rozciągający się od stewy dziobowej do rufowej. Później zaczęto nazywać tak pokład nadbudowy środkowej.